# Siegrun Siegl
Siegrun Siegl (Apolda, 29 oktober 1954) is een atleet uit Duitsland.
In 1976 nam Siegl deel aan de Olympische Zomerspelen aan het verspringen, waarbij ze vierde werd, en aan de vijfkamp, waar ze de gouden medaille behaalde.
Vier jaar later, op de Olympische Zomerspelen van Moskou in 1980 verdedigde ze haar medaille niet, maar werd ze wel vijfde bij het verspringen.
In 1979 werd ze Europees indoorkampioen verspringen.
- World Athletics: 14357938

1964: Irina Press ·
1968: Ingrid Becker ·
1972: Mary Peters ·
1976: Siegrun Siegl ·
1980: Nadezjda Tkatsjenko